# Kizhakkummuri
Kizhakkummuri es una ciudad censal situada en el distrito de Thrissur en el estado de Kerala (India). Su población es de 4635 habitantes (2011). Se encuentra a 16 km de Thrissur y a 62 km de Cochín.

## Demografía
Según el censo de 2011 la población de Kizhakkummuri era de 4635 habitantes, de los cuales 2155 eran hombres y 2480 eran mujeres. Kizhakkummuri tiene una tasa media de alfabetización del 96,62%, superior a la media estatal del 94%: la alfabetización masculina es del 97,77%, y la alfabetización femenina del 95,65%.